# 阿勒泰橐吾
阿勒泰橐吾（学名：Ligularia altaica）是菊科橐吾属的植物。分布于蒙古、俄罗斯以及中国大陆的新疆等地，生长于海拔1,060米至2,000米的地区，多生长于山坡或草原，目前尚未由人工引种栽培。